# Synotaxus
Synotaxus là một chi nhện trong họ Synotaxidae.

## Các loài
- Synotaxus bonaldoi Santos & Rheims, 2005
- Synotaxus brescoviti Santos & Rheims, 2005
- Synotaxus ecuadorensis Exline, 1950
- Synotaxus itabaiana Santos & Rheims, 2005
- Synotaxus jaraguari Souza, Brescovit & Araujo, 2017
- Synotaxus leticia Exline & Levi, 1965
- Synotaxus longicaudatus (Keyserling, 1891)
- Synotaxus monoceros (Caporiacco, 1947)
- Synotaxus siolii Santos & Rheims, 2005
- Synotaxus turbinatus Simon, 1895
- Synotaxus waiwai Agnarsson, 2003